# 紀元前320年
紀元前320年（きげんぜんさんびゃくにじゅうねん）は、ローマ暦の年である。
当時は、「クルソールとフィロが共和政ローマ執政官に就任した年」として知られていた（もしくは、それほど使われてはいないが、ローマ建国紀元434年）。紀年法として西暦（キリスト紀元）がヨーロッパで広く普及した中世時代初期以降、この年は紀元前320年と表記されるのが一般的となった。

## 他の紀年法
- 干支 : 辛丑
- 日本
  - 皇紀341年
  - 孝安天皇73年
- 中国
  - 周 - 慎靚王元年
  - 秦 - 恵文王5年
  - 楚 - 懐王9年
  - 斉 - 威王37年
  - 燕 - 燕王噲元年
  - 趙 - 武霊王6年
  - 魏 - 恵王後元15年
  - 韓 - 宣恵王13年
- 朝鮮
  - 檀紀2014年
- ベトナム :
- 仏滅紀元 : 225年
- ユダヤ暦 :

## できごと

### マケドニア
- アレクサンドロス3世の配下の複数の将軍が、帝国の複数の地域を統治するようになった。プトレマイオス1世はエジプト、セレウコス1世はバビロンとシリア、アンティパトロスとその息子カッサンドロスはマケドニアとギリシア、アンティゴノス1世はフリギアと小アジアのその他の地域、リュシマコスはトラキアとペルガモン、エウメネスはカッパドキアとポントスを治めた。
- ユダヤとシリアはプトレマイオスの領となり、プトレマイオスはユダヤに大幅な自治を認めた。
- エウダモスは、インドのポロス王を裏切ってその領土を奪った。

### 中国
- 衛が侯から君へと貶号した。衛君は濮陽を領有するのみとなっていた。

### 生物学
- テオプラストスが植物学の体系的な研究を始めた。

### 人口統計学
- アレクサンドリアが、バビロンを抜いて世界最大の都市になった。

## 誕生
- チモカリス:ギリシアの天文学者（紀元前260年没）

## 死去
- アナクシメネス：ギリシアの歴史家
- ポロス：インドの王
- ゾイラス:ギリシアの文法学者（紀元前400年生）
- 威王：斉の君主